# Cornelia Deiac
Cornelia Ioana Deiac (n. 20 martie 1988, Oradea, România) este o fostă atletă română, specializată în săritura în lungime.

## Carieră
Sportiva orădeană a participat la Campionatul Mondial de Juniori din 2004. Anul următor, la Campionatul Mondial de Juniori de la Marrakech a cucerit medalia de bronz. În 2009 s-a clasat pe locul 12 la Universiada de la Belgrad. În același an ea a ocupat locul 5 la Campionatul European de Tineret.
La Campionatul European în sală din 2011 ea s-a clasat pe locul 7, și tot în 2011 a ocupat locul 4 la Universiada de la Shenzhen. În anul 2013 a ocupat locul 7 la Europenele în sală de la Göteborg. În același s-a clasat pe locul 4 la Universiada de la Kazan.

## Realizări
| An   | Competiție                               | Locație           | Loc | Note   |
| ---- | ---------------------------------------- | ----------------- | --- | ------ |
| 2004 | Campionatul Mondial de Juniori (sub 20)  | Grosseto, Italia  | 21  | 5,37 m |
| 2005 | Campionatul Mondial de Juniori (sub 18)  | Marrakech, Maroc  | 3   | 6,25 m |
| 2006 | Campionatul Mondial de Juniori (sub 20)  | Beijing, China    | 6   | 6,33 m |
| 2007 | Campionatul European în sală             | Hengelo, Olanda   | 18  | 5,69 m |
| 2009 | Campionatul European în sală             | Torino, Italia    | 15  | 6,22 m |
| 2009 | Universiada                              | Belgrad, Serbia   | 12  | 6,05 m |
| 2009 | Campionatul European de Tineret (sub 23) | Kaunas, Lituania  | 5   | 6,61 m |
| 2010 | Campionatul European                     | Barcelona, Spania | 19  | 6,46 m |
| 2011 | Campionatul European în sală             | Paris, Franța     | 7   | 6,45 m |
| 2011 | Universiada                              | Shenzhen, China   | 4   | 6,45 m |
| 2012 | Campionatul Mondial în sală              | Istanbul, Turcia  | 17  | 6,16 m |
| 2013 | Campionatul European în sală             | Göteborg, Suedia  | 7   | 6,52 m |
| 2013 | Universiada                              | Kazan, Rusia      | 4   | 6,38 m |
| 2014 | Campionatul European                     | Zürich, Elveția   | 18  | 6,23 m |

## Recorduri personale
| Probă                       | Performanță | Dată             | Locație   |
| --------------------------- | ----------- | ---------------- | --------- |
| Săritură în lungime         | 6,70 m      | 17 iulie 2010    | București |
| Săritură în lungime în sală | 6,67 m      | 28 ianuarie 2012 | București |